# Liste der Abgeordneten zum Vorarlberger Landtag (III. Gesetzgebungsperiode)
Diese Liste der Abgeordneten zum Vorarlberger Landtag listet die Abgeordneten zum Vorarlberger Landtag in der dritten Gesetzgebungsperiode von 1870 bis 1871 auf.

## Landtagsabgeordnete
| Name                              | Wahlklasse  | Region                | Anmerkung |
| --------------------------------- | ----------- | --------------------- | --------- |
| Amberg, Johann Nepomuk            | Virilstimme |                       |           |
| Burtscher, Franz                  | LG          | Feldkirch-Dornbirn    |           |
| Froschauer, Sebastian von         | SM          | Bregenz               |           |
| Ganahl, Carl                      | SM          | Feldkirch             |           |
| Ganahl, Christian                 | LG          | Bludenz-Montafon      |           |
| Gilm, Ferdinand von               | LG          | Feldkirch-Dornbirn    |           |
| Hammerer, Kaspar Ignaz            | LG          | Bregenz-Bregenzerwald |           |
| Jussel, Anton                     | LG          | Bludenz-Montafon      |           |
| Jussel, Peter                     | LG          | Bludenz-Montafon      |           |
| Knecht, Christian                 | LG          | Bludenz-Montafon      |           |
| Kohler, Johann                    | LG          | Bregenz-Bregenzerwald |           |
| Ölz, Josef Anton                  | LG          | Bregenz-Bregenzerwald |           |
| Rheinberger, Philipp Jakob        | LG          | Feldkirch-Dornbirn    |           |
| Rhomberg, August                  | SM          | Dornbirn              |           |
| Schmid, Josef                     | LG          | Bregenz-Bregenzerwald |           |
| Schneider, Martin Josef           | LG          | Bludenz-Montafon      |           |
| Sternbach, Otto Eduard Ludwig von | SM          | Bludenz               |           |
| Thurnher, August                  | LG          | Feldkirch-Dornbirn    |           |
| Thurnher, Johannes                | LG          | Feldkirch-Dornbirn    |           |